# Подбелько
Подбелько (пол. Podbielko) — село в Польщі, у гміні Старий Люботинь Островського повіту Мазовецького воєводства.
Населення — 70 осіб (2011).
У 1975-1998 роках село належало до Остроленцького воєводства.

## Демографія
Демографічна структура станом на 31 березня 2011 року:
|          | Загалом | Допрацездатний вік | Працездатний вік | Постпрацездатний вік |
| -------- | ------- | ------------------ | ---------------- | -------------------- |
| Чоловіки | 34      | 4                  | 20               | 10                   |
| Жінки    | 36      | 11                 | 16               | 9                    |
| Разом    | 70      | 15                 | 36               | 19                   |